# مارسیو دی اولیویرا باروس
مارسیو دی اولیویرا باروس (به پرتغالی: Márcio de Oliveira Barros) مهاجم اهل برزیل است که در شهر ریودو ژانیرو و در تاریخ ۷ فوریهٔ ۱۹۸۱ به دنیا آمده‌است.
مارسیو دی اولیویرا باروس در تیم‌های فوتبال Taubaté سابقهٔ حضور دارد.